# Boxberg (Wipperfürth)
Boxberg ist eine kleine Ortschaft von Wipperfürth im Oberbergischen Kreis im südlichen Nordrhein-Westfalen (Deutschland) innerhalb des Regierungsbezirks Köln.

## Lage und Beschreibung
Boxberg liegt etwa acht Kilometer westlich von Wipperfürth in der Nähe der Bundesstraße 506. Die Kreisstraße 14 verläuft durch den Ort und verbindet Lamsfuß und Scheideweg. Südwestlich der Ortschaft entspringt der in die Dhünn mündende Boxberger Bach.
Politisch wird der Ort durch den Direktkandidaten des Wahlbezirks 16 (160) Wipperfeld im Rat der Stadt Wipperfürth vertreten.

## Geschichte

### Erstnennung
1548 wurde der Ort erstmals urkundlich erwähnt. Alleff up dem Bauxberg und der Clayn up dem Boeckberche sind in den Listen der bergischen Spann- und Schüppendienste verzeichnet.

## Verkehr
Boxberg ist nicht unmittelbar an den ÖPNV angebunden. Die nächstgelegene Bushaltestelle befindet sich in der etwa 2,4 km entfernt gelegenen Ortschaft Lamsfuß. Dort verkehrt die Linie 427.